# Judith Cladel
Judith Cladel nacida en París el 25 de marzo de 1873 y fallecida en la misma ciudad el 29 de enero de 1958, fue una novelista, biógrafa, crítica y dramaturga francesa. Su padre fue el escritor León Cladel (1835-1892). 

## Biografía
Natural de París, Judith Cladel participó como miembro del jurado del premio Femina de 1916 a 1958.
Empieza a escribir desde joven, alentada por su padre, el novelista León Cladel por su madre, la músico Julia Mullem, hermana del periodista Louis Mullem. Su hermana, Esther Cladel esposa de Jean Rolin, director de la Biblioteca del Ministerio de Justicia fue la madre de la novelista Dominique Rolin. Le volant montée es la primera obra destacada de Judith Cladel, estrenada en el Théâtre de l'Œuvre en 1895.
Tiempo después, comienza una relación con el militante socialista belga y amigo íntimo de su padre, Edmond Picard. Judith Cladel dedicó toda su vida a mantener vivo el recuerdo de su padre: es la autora de dos obras biográficas sobre León Cladel. 
Asimismo, escribió la vida de Auguste Rodin: Rodin, sa vie glorieuse, sa vie inconnue (1936). Es su obra más conocida y fue considerada la biografía de referencia del escultor durante más de medio siglo. Tanto su obra Aristide Maillol: su vida, su obra, sus ideas,  como Rodin, Su vida gloriosa, su vida desconocida  han sido traducidas al español. 

Anteriormente, en 1916, Judith Cladel ya había desempeñado un papel crucial en la fundación del Museo Rodin.
Puesto que Judith Cladel era íntima conocida de Auguste Rodin, también participó en la defensa del escultor en el famoso “Affaire Balzac”. Judith Cladel, junto con Matias Morthard y Georges Lecomte, fue partícipe de la nueva generación de La Société des Gens de Lettres, que apoyaba a Rodin.”
El retrato más conocido de la escritora fue realizado por Antoine Bourdelle en 1898 quien lo tituló Jeunesse (Masque). Actualmente se encuentra en el Museo Ingres de la ciudad francesa de Montauban.

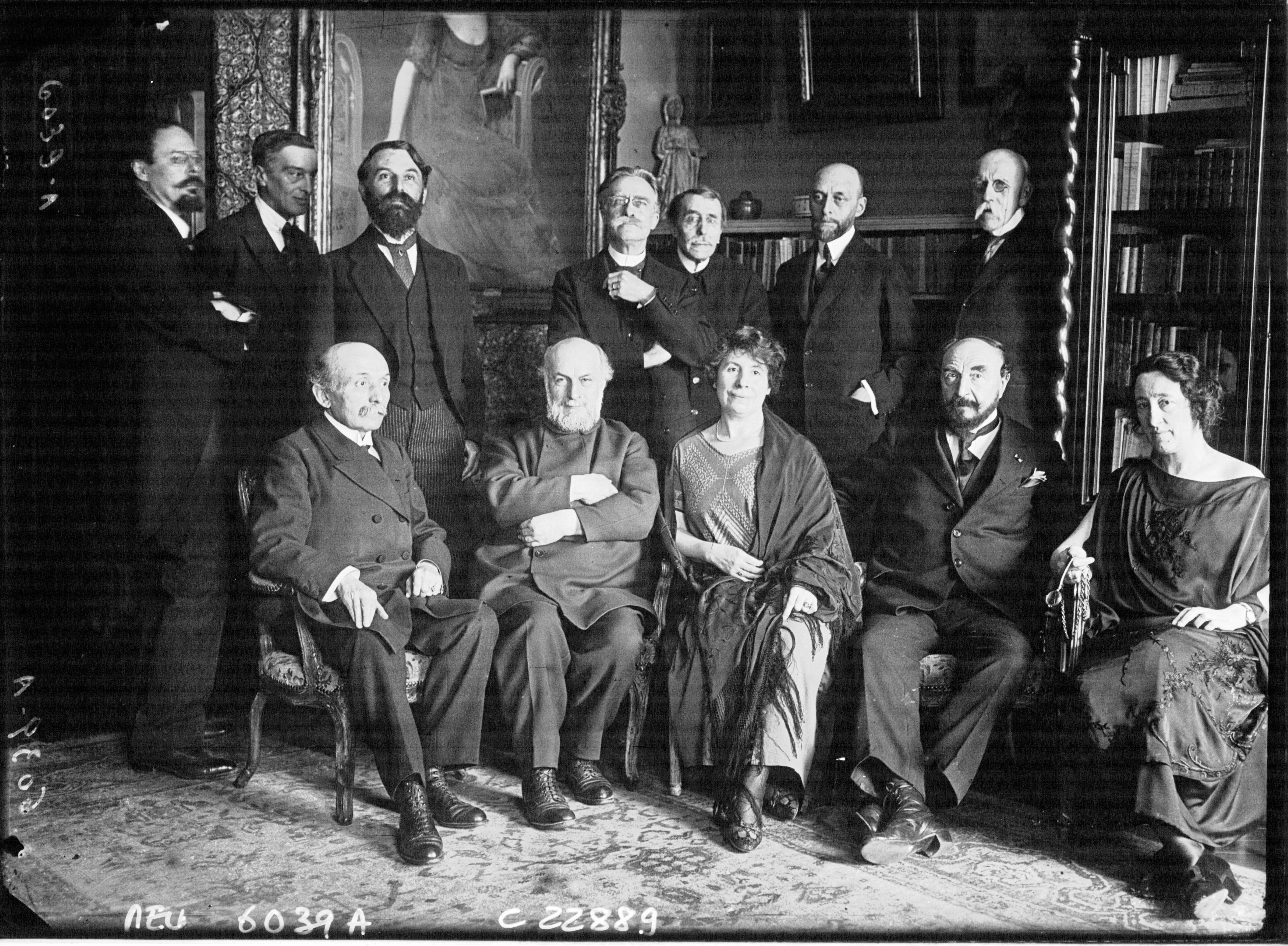
Judith Cladel (primer plano a la derecha), miembro del jurado del premio de literatura Flaubert en 1923 en casa de Marcelle Tinayre (en el centro).

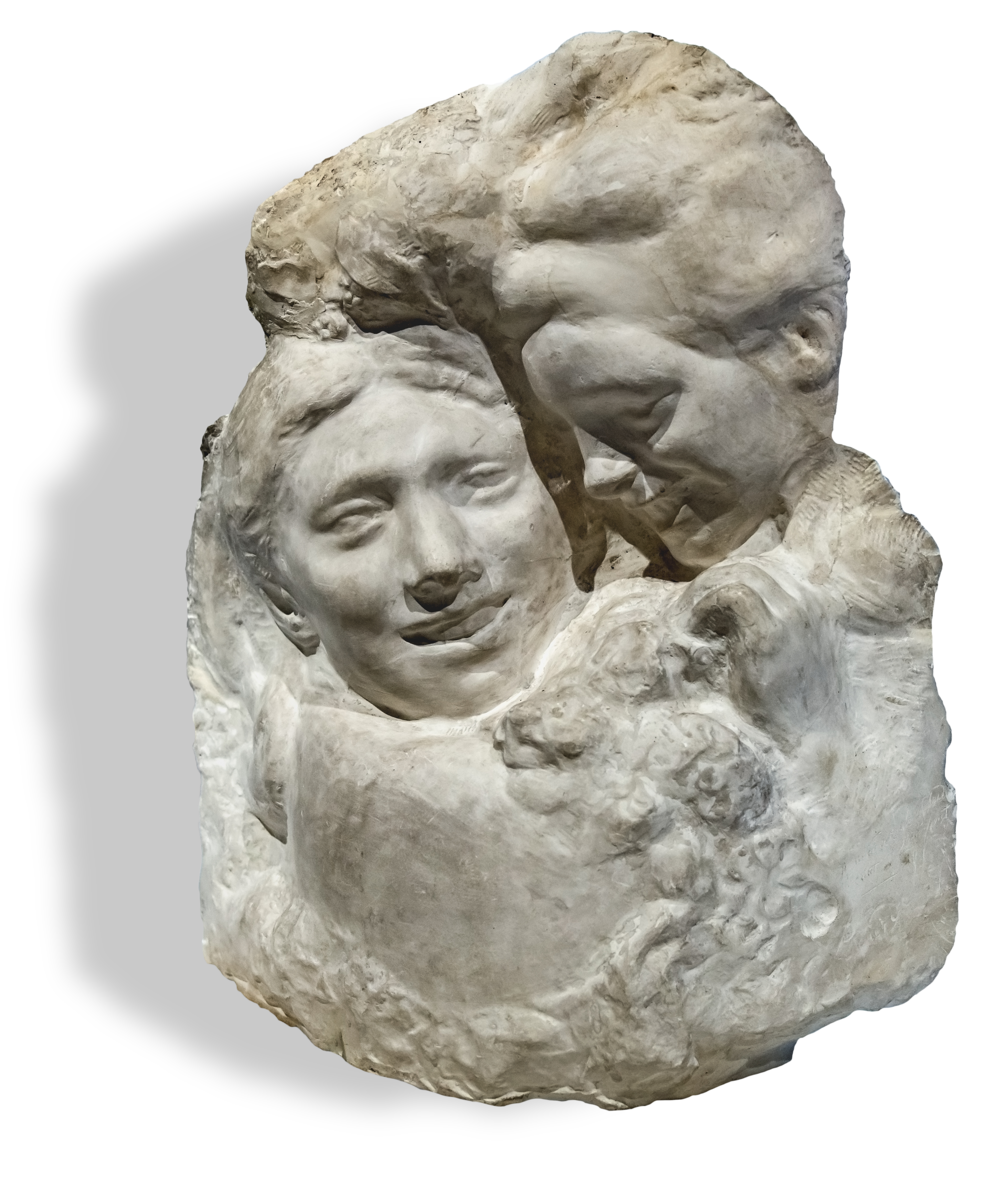
Jeunesse (Masque), Museo Ingres.

## Publicaciones
- Le Volant : pièce en trois actes, Paris, Alphonse Lemerre, 1895.
- Cladel, J., & Cladel, L. Les Auryentys: Idylle en un acte. Paris, A. Lemerre, 1904.
- La Vie de Léon Cladel, Paris, Alphonse Lemerre, 1905.
- Auguste Rodin, l'homme et l'œuvre, Bruxelles, Librairie nationale d'art et d'histoire, 1908.
- Mademoiselle de La Vallière, Editions d'art et de littérature, 1912.
- Le Général Gallieni, Pref. de Gabriel Hanotaux, Paris, Librairie Militaire Berger-Levrault, 1916.
- Rodin: L'affaire du "Balzac. Paris, La Revue de France,1935.
- Rodin, sa vie glorieuse, sa vie inconnue, Paris, Éditions Bernard Grasset, 1936, Prix Charles Blanc de l’Académie française en 1937.
- Aristide Maillol : sa vie, son œuvre, ses idées, Paris, Grasset, 1937.
- Maître et discipline : Charles Baudelaire et Léon Cladel, Paris, Corrêa, 1951.